# Hiboka geayi
Genre
Espèce
Hiboka geayi, unique représentant du genre Hiboka, est une espèce d'araignées mygalomorphes de la famille des Idiopidae.

## Distribution
Cette espèce est endémique de Madagascar.

## Étymologie
Cette espèce est nommée en l'honneur de Martin-François Geay (1859-1910).

## Publication originale
- Fage, 1922 : Materiaux pour servir à la faune des arachnides de Madagascar (Première note). Bulletin du Muséum National d'Histoire Naturelle de Paris, vol. 1922, p. 365-370 (texte intégral).